# Centaurea carrissoi
Centaurea carrissoi là một loài thực vật có hoa trong họ Cúc. Loài này được Rothm. mô tả khoa học đầu tiên năm 1939.